# Tiranet capnegre
El tiranet capnegre (Tyranniscus nigrocapillus) és una espècie d'ocell passeriforme de la família Tyrannidae pertanyent al nombrós gènere Phyllomyias. És natiu de la regió andina del nord-oest i oest d'Amèrica del Sud.

## Distribució i hàbitat
Es distribueix per la Sierra Nevada de Santa Marta, al nord de Colòmbia, i al llarg de la serralada dels Andes des de l'oest de Veneçuela, per Colòmbia, Equador, fins al sud-est de Perú.
Aquesta espècie és considerada poc comuna en el seu hàbitat natural: les vores de selves d'alta muntanya, més freqüentment propera a la línia màxima de vegetació, entre els 1800 i 3300 m d'altitud.

## Sistemàtica

### Descripció original
L'espècie T. nigrocapillus va ser descrita per primera vegada pel naturalista francès Frédéric de Lafresnaye el 1845 amb el nom científic Tyrannulus nigrocapillus; la localitat tipus és: «Bogotà, Colòmbia».

### Etimologia
El nom genèric masculí Tyranniscus és un diminutiu del grec antic «τυραννος (turannos)» que significa “tirà” i l'epítet «nigrocapillus», es compon de les paraules del llatí «niger»: negre i «capillus»: “gorra”, “cabell del cap”; o sigui “de gorra negra”.

### Taxonomia
L'espècie antigament pertanyia al gènere Phyllomyias, però un estudi filogenètic molecular publicat el 2020 va trobar que aquest gènere era parafilètic, aquesta espècie junt amb T. uropygialis i T. cinereiceps es van traslladar al gènere ressuscitat Tyranniscus que havia estat introduït el 1860 pels ornitòlegs alemanys Jean Cabanis i Ferdinand Heine.
El Manual dels Ocells del Món i Birdlife International encara no han acceptat aquest canvi i les tres espècies segueixen dins el gènere Phyllomyias.

### Subespècies
Segons les classificacions del Congrés Ornitològic Internacional (IOC, v14.2, 2024)), Clements Checklist (v.2024) i l'ITIS, es reconeixen tres subespècies, amb la seva corresponent distribució geogràfica:
- T. n. flavimentum (Champan, 1912) – Serra Nevada de Santa Marta, al nord de Colòmbia.
- T. n. nigrocapillus (Lafresnaye, 1845) – Andes de l'extrem oest de Veneçuela (sud-oest de Táchira), Colòmbia (excepte Santa Marta), oest i est d'Equador i nord-oest i est de Perú (pel vessant occidental al sud fins a Cajamarca, pel vessant oriental al sud fins al nord de Cuzco).
- T. n. aureus (Zimmer, 1941) – Andes de l'oest de Veneçuela (sud de Lara cap al sud fins al nord de Táchira).